# Siège de Fès (1666-1667)
Pour les articles homonymes, voir Bataille de Fès.
Le siège de Fès, est un siège qui a lieu entre 1666-1667, et oppose l'armée de Rachid ben Chérif, aux gens de Fès (Ahl Fas), qui se sont libérés des Dilaïtes dès 1663. Moulay Rachid sait que s'emparer de la ville lui permettra de s'approprier le titre de sultan du Maroc. Après trois sièges successifs, Rachid s'empare finalement de Fès le 27 mai 1667.

## Sources

### Sources bibliographiques
1. ↑  al-Nasiri 1906, p. 46.

### Francophone
- Ahmed ben Khâled Ennâsiri Esslâoui. (trad. de l'arabe par Eugène Fumet), Kitâb Elistiqsâ li-Akhbâri doual Elmâgrib Elaqsâ [« Le livre de la recherche approfondie des événements des dynasties de l'extrême Magrib »], vol. IX : Chronique de la dynastie alaouie au Maroc, Paris, Ernest Leroux, coll. « Archives marocaines », 1906 (lire en ligne)